# Ampelocissus hoabinhensis
Ampelocissus hoabinhensis là một loài thực vật hai lá mầm trong họ Nho. Loài này được C.L.Li miêu tả khoa học đầu tiên năm 1997.